# وستون، شهرستان مک‌لین، ایلینوی
وستون (به انگلیسی: Weston) یک منطقهٔ مسکونی در ایالات متحده آمریکا است که در ایلینوی واقع شده‌است. وستون ۲۱۳٫۹۷ متر بالاتر از سطح دریا واقع شده‌است.